# Rudka (Dzierzbia)
Rudka – dawna osada młyńska w Polsce położona w województwie podlaskim, w powiecie kolneńskim, w gminie Stawiski.
Obecnie jest to teren wsi Dzierzbia, zabudowania istnieją, nazwę tę przypisano okolicznej łące.

## Historia
W latach 1921–1939 osada leżała w województwie białostockim, w powiecie kolneńskim (od 1932 w powiecie łomżyńskim), w gminie Stawiski.
Według Powszechnego Spisu Ludności z 1921 roku osadę zamieszkiwało 11 osób, 2 były wyznania rzymskokatolickiego a 9 mojżeszowego. Jednocześnie wszyscy mieszkańcy zadeklarowali polską przynależność narodową. Był tu 1 budynek mieszkalny. Miejscowość należała do parafii rzymskokatolickiej w m. Stawiski. Podlegała pod Sąd Grodzki w Stawiskach i Okręgowy w Łomży; właściwy urząd pocztowy mieścił się w m. Stawiski.
Na przełomie lipca i sierpnia 1941, według zeznań z 1946 „chrześcijanie zamordowali we młynie całą rodzinę - matkę, syna z żoną i dzieckiem - i wrzucili do kanału dołu torfowego”, przekaz ten znajduje się w Archiwum Żydowskiego Instytutu Historycznego im. E. Ringelbluma w Warszawie.
W latach 1975–1998 miejscowość należała administracyjnie do województwa łomżyńskiego.